# Angrivarier

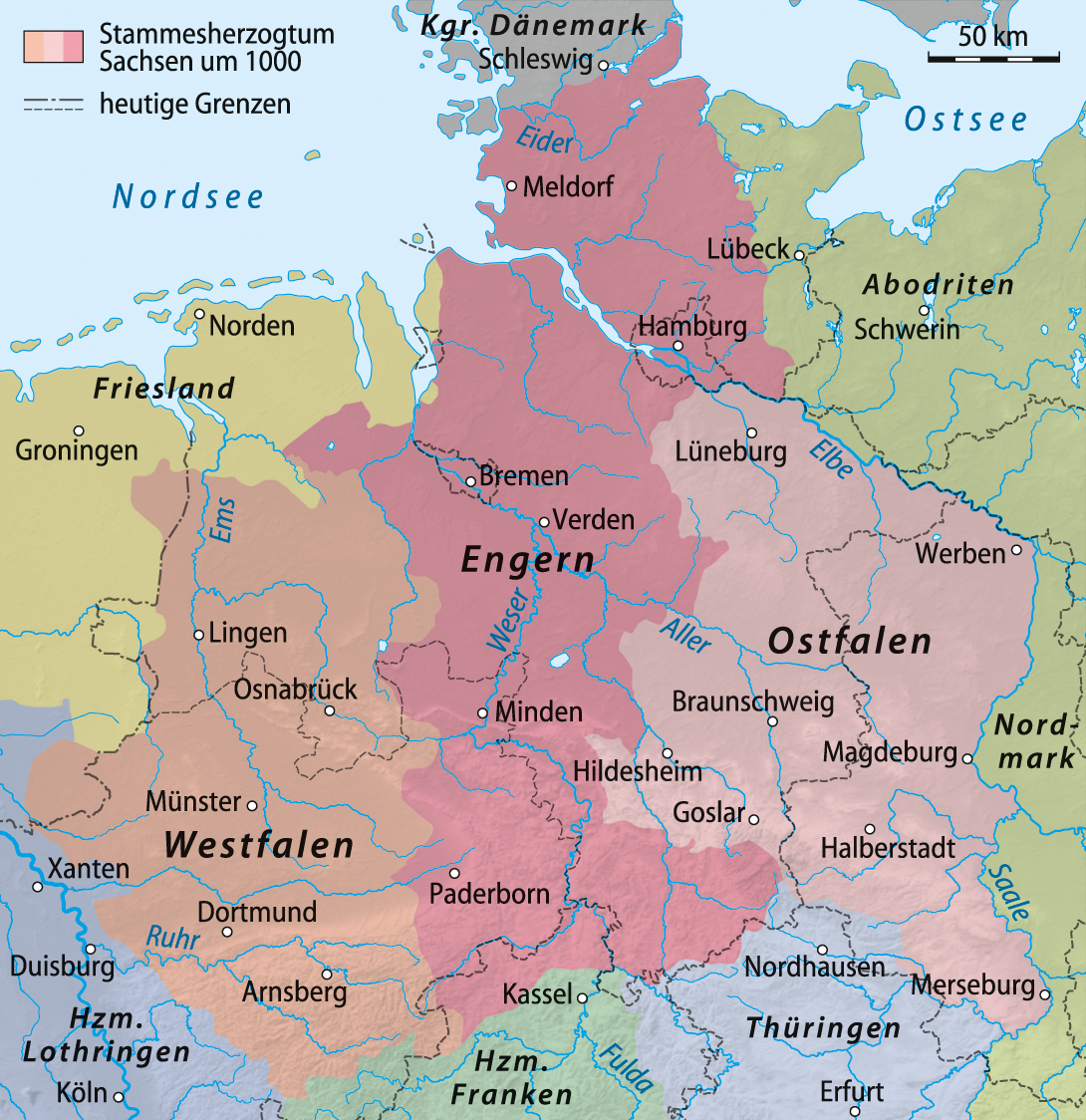
Das Stammesherzogtum Sachsen um das Jahr 1000, Engern in der Mitte

Die Angrivarier (auch Angrevarier, Angarier, Engern, lateinisch Angrivarii, Angarii, altgriechisch Ἀγγριουάριοι Angriouárioi) waren ein germanisches Volk, das an der mittleren Weser, vornehmlich auf dem rechten Ufer zwischen Steinhuder Meer und dem Zufluss der Aller, wohnte und nördlich an die Chauken (an der unteren Weser) und Dulgubnier (in der heutigen Lüneburger Heide), südlich an die Cherusker, westlich an die Ampsivarier und Westfalen sowie östlich an die erst seit den Sachsenkriegen belegten Ostfalen grenzte.

## Geschichte der Angrivarier
Als Germanicus im Jahre 16 n. Chr. gegen die Cherusker vorrückte (Germanicus-Feldzüge), sollen die Angrivarier laut Tacitus in seinem Rücken einen Aufstand erregt haben, der durch Stertinius bald zur Ruhe gebracht wurde. Da die Stelle nur in einem Textzeugen überliefert ist und Germanicus eigentlich gerade erst die Ems überquert hatte und auf die Weser und das Siedlungsgebiet der Angrivarier zumarschierte, haben Historiker Angrivarier in Ampsivarier emendiert. Diese Emendation ist jedoch nicht unumstritten. Im weiteren Verlauf des Feldzuges, nach der Schlacht bei Idistaviso an der Weser, stellten sich die Angrivarier gemeinsam mit den Cheruskern in der Schlacht am Angrivarierwall den Römern entgegen.
Nach Auflösung des cheruskischen Bundes erweiterten sie ihre Grenzen südwärts und entrissen unter Kaiser Nerva mit den Chamaven den Brukterern die Gegend nördlich der Lippe und an der Quelle der Ems. Später breiteten sie sich noch weiter nach Süden und Westen aus, schlossen sich unter dem auch auf das Land (Angaria, Engern) übergegangenen Namen der Angrivarier oder Engern dem Sachsenbund an und bildeten deren mittleren Teil.
Widukind von Corvey berichtet, dass der sächsische Stamm in drei große Teilstämme aufgeteilt war, nämlich die Westfalen, die Ostsachsen (Ostfalen) und die Engern. Diese Dreiteilung wird dadurch bestätigt, dass in den Sachsenkriegen, nach den Reichsannalen, die Teilstämme unter ihrem jeweiligen Heerführer separate Vereinbarungen trafen. Im Jahr 775 unterwarfen sich die Engern im Raum Bückeburg mit ihrem Anführer Bruno nach einer Niederlage Karl dem Großen und nahmen das Christentum an.

## Die Landschaft Engern
Aus dem Siedlungsgebiet der Angrivarier (deutsch Engern) formte sich im Mittelalter die Provinz Angaria (deutsch: Engern), eine der drei großen Provinzen im Stammesherzogtum Sachsen, zwischen Westfalen und Ostfalen.
Die Provinz Engern war der zentrale, beiderseits der Weser gelegene Teil des Herzogtums. Die Provinz lag zwischen Westfalen im Westen und grenzte im Osten an Ostfalen. Es umfasste in etwa das gesamte Einzugsgebiet der Weser ab der Vereinigung von Werra und Fulda, abzüglich Aller und Leine (oberhalb ihres Zusammenflusses) im Osten. Im nördlichen Westen war die Hunte Grenzfluss.

## Herzogtum Engern

TABULA ANGARIAE IN DIOECESI PATERBORNENSI,
Karte des Christian Ulrich Grupen, 1740

Im Jahr 1180 wurde das Herzogtum Sachsen auf dem Gelnhäuser Reichstag geteilt: Das Bistum Paderborn und jene Teile, die im Bereich des Erzbistums Köln lagen, wurden dabei zu einem neuen Herzogtum zusammengefasst und unterstanden zunächst dem Erzbistum Köln. Der andere Teil kam als Herzogtum Westphalen und Engern an den Askanier Bernhard III. Grund für die Teilung war die Achtserklärung gegen Heinrich den Löwen.
Die Bezeichnung „Engern“ wurde bis 1806 im Titel des Herrschers des jüngeren Herzogtums Sachsen („Herzog von Sachsen, Engern und Westfalen“) geführt, siehe Geschichte Sachsens. Mit der Übernahme Westphalens 1815 kam die Titulatur „Westfalen und Engern“ an den preußischen König Friedrich Wilhelm III.
Der „Gau Engern“, der in der sächsischen Provinz Westfalen lag, ist mit der Provinz historisch verbunden, jedoch nicht mit ihr identisch.
Der Name Engern hat sich als Name des Mittelteils des Herzogtums Sachsen nur bis in das ausgehende Mittelalter erhalten. Auch könnte der Name der Stadt Enger damit in Verbindung stehen, wenn auch einiges gegen diese Vermutung spricht.

## Wappen

Herzogtum Engern

Der Schild zeigt im silbernen Felde drei, zu zwei und eins gestellte, rote Seeblätter.
Im Mittelalter wurde nachträglich ein Wappen ersonnen, um die Nachkommenschaft und damit einen Legitimitätsanspruch auf Engern nachzuweisen. Die Askanier verwendeten es in ihren Herzogtümern in Anhalt und dem Restherzogtum Sachsen-Wittenberg und daraus abgeleitet die Grafschaft Brehna. Nachdem Sachsen-Wittenberg 1423 an Friedrich I. gekommen war, führten es auch die Herzöge aus dem Haus Wettin, und ab 1815 die Könige von Preußen im Großen Wappen.
Ebenso findet es sich in mehreren Gemeindewappen der Region zwischen Wiehengebirge und Teutoburger Wald wie z. B. Löhne sowie Grafschaft und Stadt Tecklenburg.

## Land Engern

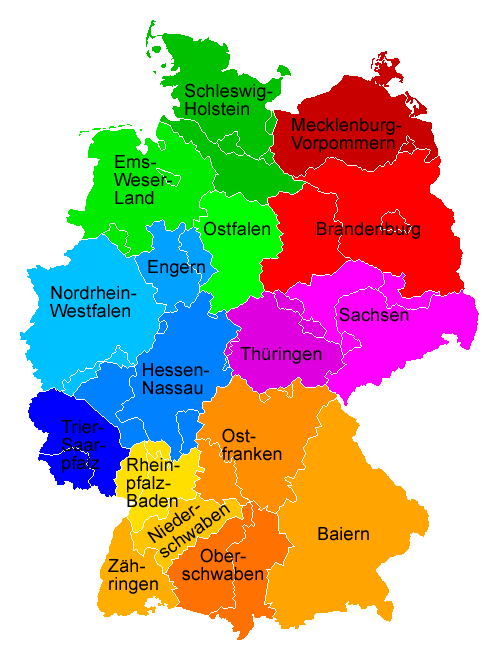
Das Land Engern im 17‑Länder‑Modell nach Rutz

In seinem 17-Länder-Modell schlug der Geograph Werner Rutz 1995 die Errichtung eines Engern genannten Landes vor, das in der Hauptsache aus Ostwestfalen-Lippe und den östlich angrenzenden niedersächsischen Gemeinden bestehen sollte, also in etwa dem südlichen Teil des historischen Engern entspräche.